# Пагубени (Бакау)
Пагубени (рум. Păgubeni) насеље је у Румунији у округу Бакау у општини Дарманешти. Oпштина се налази на надморској висини од 331 m.

## Становништво
Према подацима из 2002. године у насељу је живело 420 становника, од којих су сви румунске националности.